# كاسوارينا أفسي
كاسوارينا هو نادي كرة قدم أسترالي